# Villafranca del Bierzo
Villafranca del Bierzo (en galicien Vilafranca do Bierzo) est une ville et une commune espagnole (municipio), capitale de la comarque de El Bierzo, dans la province de León, communauté autonome de Castille-et-León. La ville est le chef-lieu du municipio.
La ville fut, dès l'origine du Pèlerinage de Saint-Jacques-de-Compostelle, une étape sur le Camino francés.

## Histoire
La ville fut reconnue très tôt comme étape du Pèlerinage de Saint-Jacques-de-Compostelle, d'où son nom de Vicus Francorum ou Villa Francorum en raison des nombreux pèlerins francs qui s'y fixèrent. Elle obtint une charte (fuero) en 1192, confirmée en 1230.
En 1486, la seigneurie de la ville fut élevée en marquisat et la grandesse d'Espagne lui fut attachée en 1705. Ce titre est actuellement dans la maison des ducs de Medina Sidonia.
En 1809 eut lieu la bataille de Villafranca où la garnison française se rendit à la milice espagnole du brigadier-général Mendizabal.

## Géographie

### Localités voisines
| Pereje (municipio de Trabadelo)   | Landoiro et Puente del Rey (municipio de Villafranca del Bierzo)                                   | Valtuille de Arriba (municipio de Villafranca del Bierzo)     |
| Dragonte (municipio de Corullón)  | Nom ?                                                                                              | Pieros (municipio de Cacabelos)                               |
| Villagroy (municipio de Corullón) | Corullón (chef-lieu du municipio de Corullón) et Vilela (es) (municipio de Villafranca del Bierzo) | Valtuille de Abajo (es) (municipio de Villafranca del Bierzo) |

## Démographie

### Évolution démographique
| 2000  | 2001  | 2002  | 2003  | 2004  | 2005  | 2006  | 2007  | 2008  | 2011  |
| ----- | ----- | ----- | ----- | ----- | ----- | ----- | ----- | ----- | ----- |
| 3 807 | 3 739 | 3 682 | 3 728 | 3 729 | 3 710 | 2 636 | 3 533 | 3 504 | 3 505 |

| 2000  | 2001  | 2002  | 2003  | 2004  | 2005  | 2006  | 2007  | 2008  | 2011  |
| ----- | ----- | ----- | ----- | ----- | ----- | ----- | ----- | ----- | ----- |
| 2 530 | 2 490 | 2 477 | 2 540 | 2 528 | 2 527 | 2 491 | 2 432 | 2 417 | 2 441 |

### Répartition démographique
| Noyau de Population               | Coordonnées                 | Popu. (2011) | Distance(km) |
| --------------------------------- | --------------------------- | ------------ | ------------ |
| Villafranca del Bierzo            | 42° 36′ 30″ N, 6° 48′ 30″ O | 2441         | 0            |
| Campo del Agua                    | 42° 46′ 31″ N, 6° 49′ 31″ O | 43           | 30,2         |
| Cela                              | 42° 41′ 01″ N, 6° 49′ 41″ O | 32           | 18           |
| Landoiro                          | 42° 37′ 37″ N, 6° 48′ 26″ O | 8            | 3,4          |
| Paradaseca                        | 42° 41′ 01″ N, 6° 48′ 06″ O | 70           | 12,1         |
| Paradiña                          | 42° 40′ 47″ N, 6° 45′ 21″ O | 29           | 15,3         |
| Pobladura de Somoza               | 42° 38′ 54″ N, 6° 46′ 40″ O | 39           | 14,1         |
| Porcarizas                        | 42° 45′ 35″ N, 6° 49′ 41″ O | 24           | 25,5         |
| Prado de Paradiñas                | 42° 42′ 09″ N, 6° 45′ 08″ O | 29           | 20           |
| Puente de Rey                     | 42° 37′ 42″ N, 6° 47′ 59″ O | 31           | 3,4          |
| Tejeira                           | 42° 45′ 27″ N, 6° 51′ 17″ O | 98           | 30,2         |
| Valtuille de Abajo                | 42° 35′ 40″ N, 6° 45′ 46″ O | 150          | 8,4          |
| Valtuille de Arriba               | 42° 36′ 58″ N, 6° 45′ 53″ O | 135          | 8,8          |
| Veguellina                        | 42° 42′ 17″ N, 6° 46′ 56″ O | 34           | 14,7         |
| Vilela                            | 42° 35′ 26″ N, 6° 48′ 11″ O | 270          | 4,9          |
| Villar de Acero                   | 42° 43′ 27″ N, 6° 48′ 14″ O | 55           | 18,9         |
| Disséminés                        | -                           | 17           | -            |
| Total                             |                             | 3 505        |              |
| Fuente: INE, 2011 et Google Earth |                             |              |              |

## Divisions administratives
Le municipio regroupe les seize localités suivantes :
| - Aira da Pedra (es), - Campo del Agua (es), - Cela, - Landoiro, - Paradaseca (es), - Paradiña (es), | - Pobladura de Somoza, - Porcarizas, - Prado de Paradiñas, - Puente de Rey, - Tejeira, - Valtuille de Abajo (es), | - Valtuille de Arriba, - Veguellina, - Vilela (es), - Villafranca del Bierzo (chef-lieu), - Villar de Acero (es). |

## Culture et patrimoine

### Pèlerinage de Compostelle
Par le Camino francés du Pèlerinage de Saint-Jacques-de-Compostelle, le chemin vient des localités de Cacabelos puis Pieros, dans le municipio de Cacabelos.
La prochaine halte est la localité de Pereje dans le municipio de Trabadelo, ou bien directement par le Camino Duro, la localité chef-lieu de Trabadelo.

### Monuments religieux

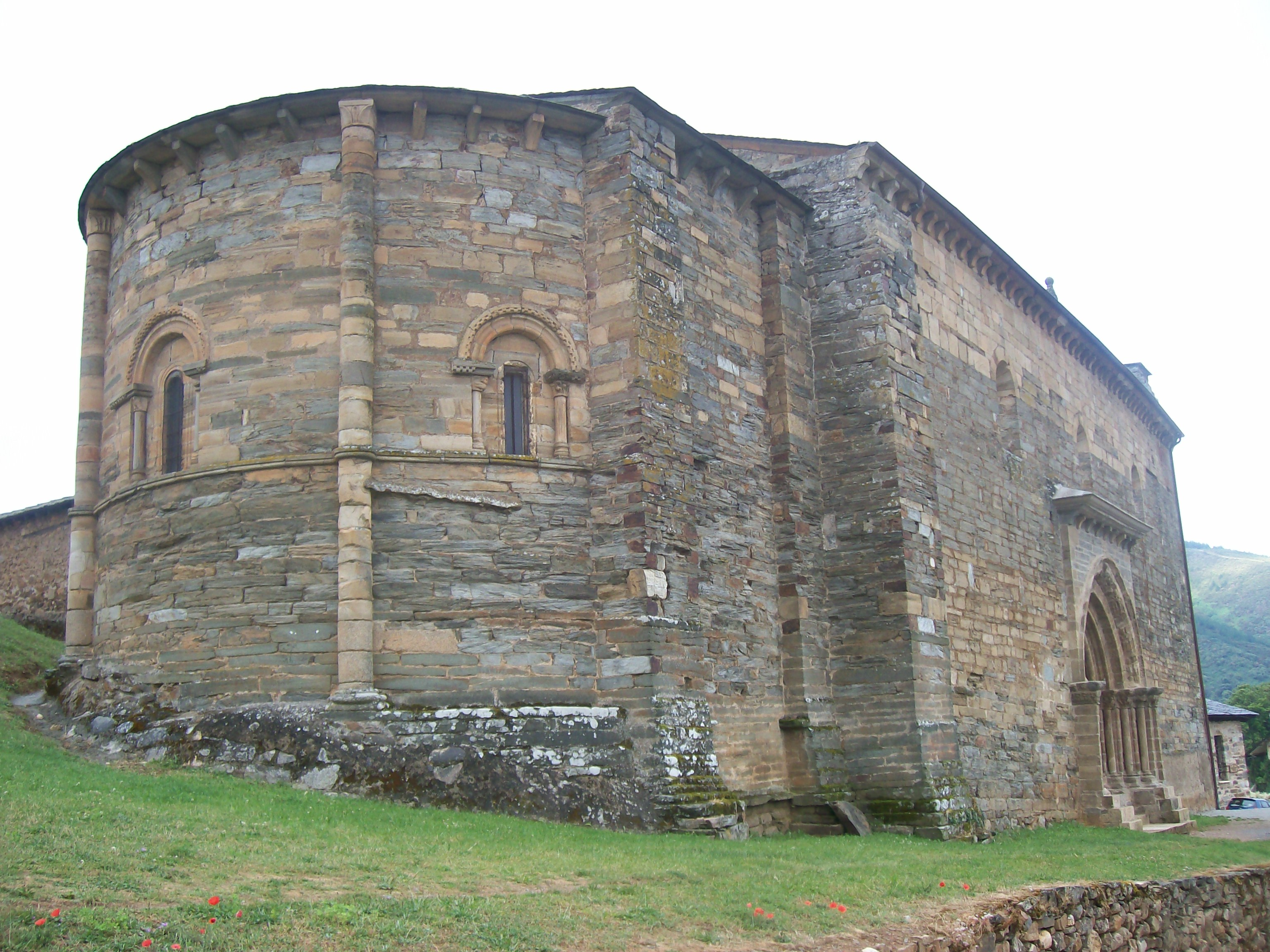
Église de Santiago à Villafranca del Bierzo (vue arrière).
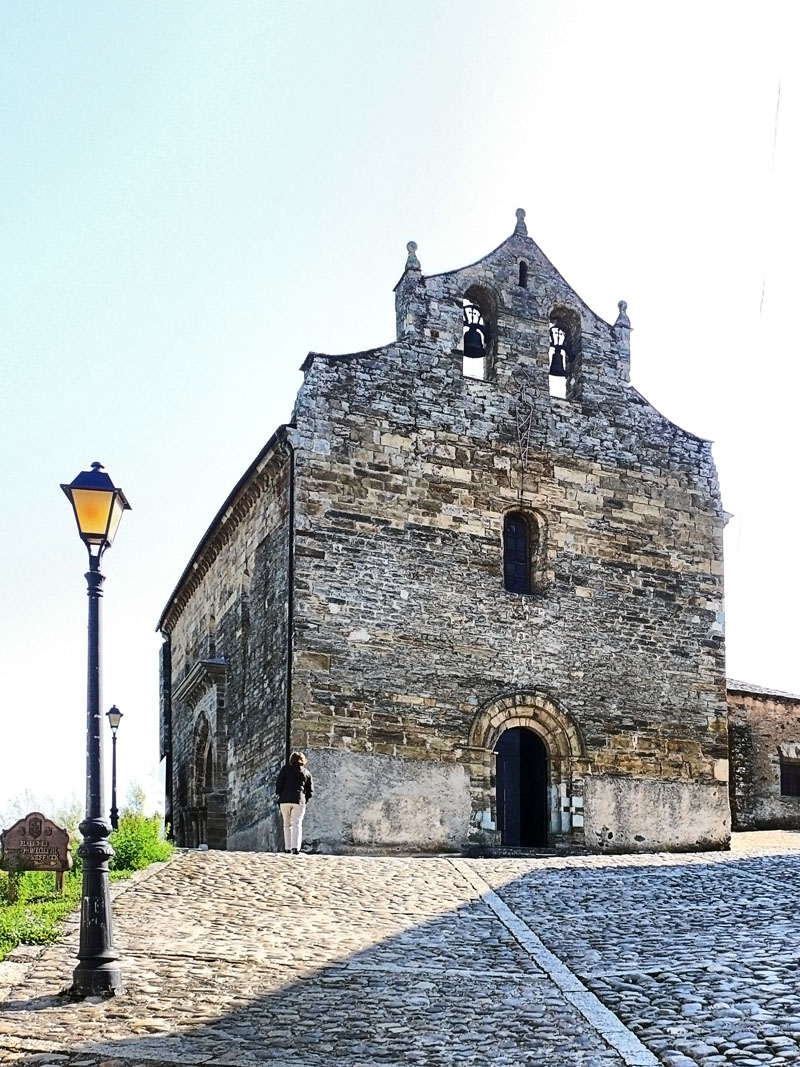
Église de Santiago à Villafranca del Bierzo.
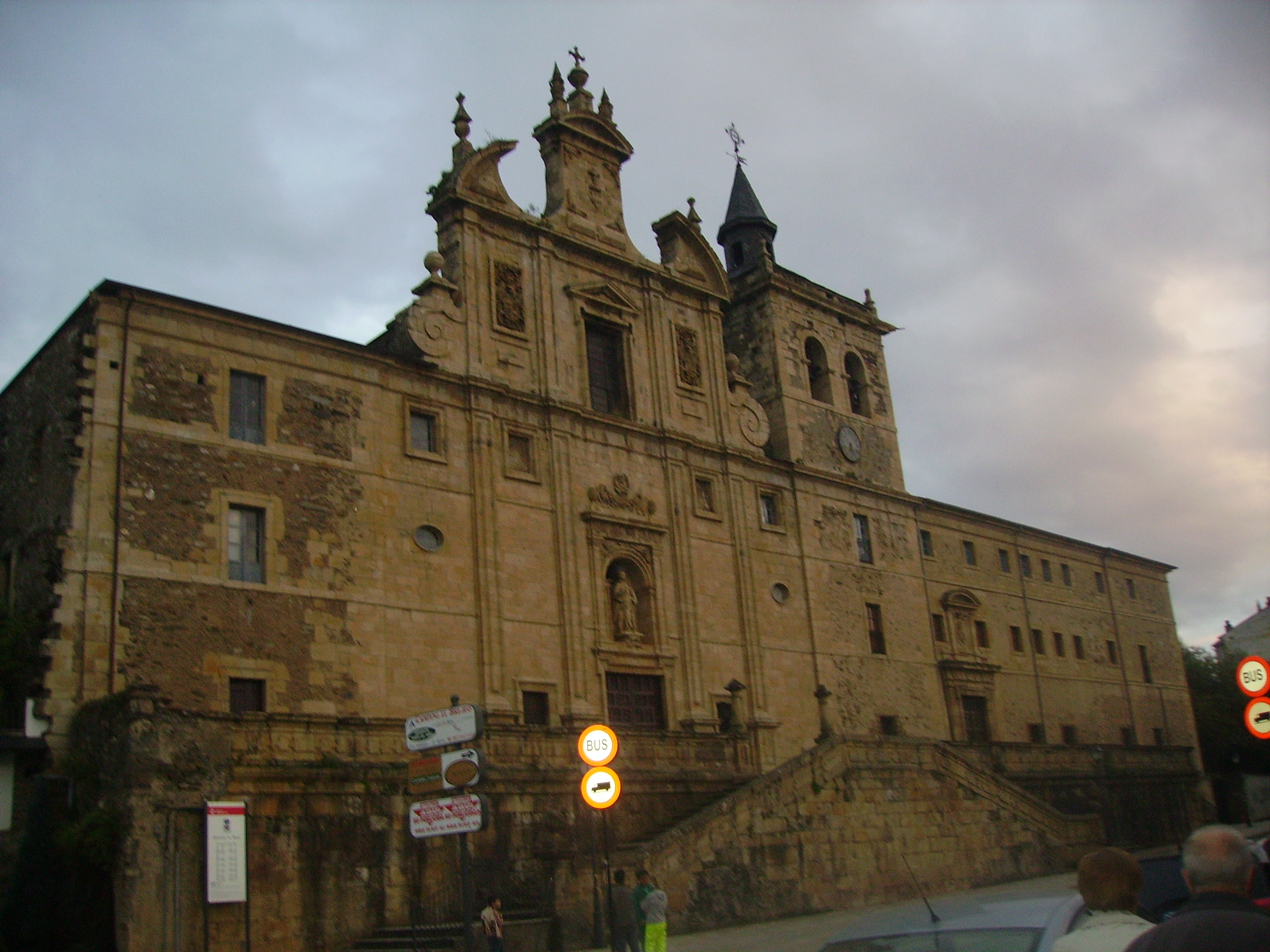
Convento de los Padres Paúles à Villafranca del Bierzo.

### Patrimoine civil

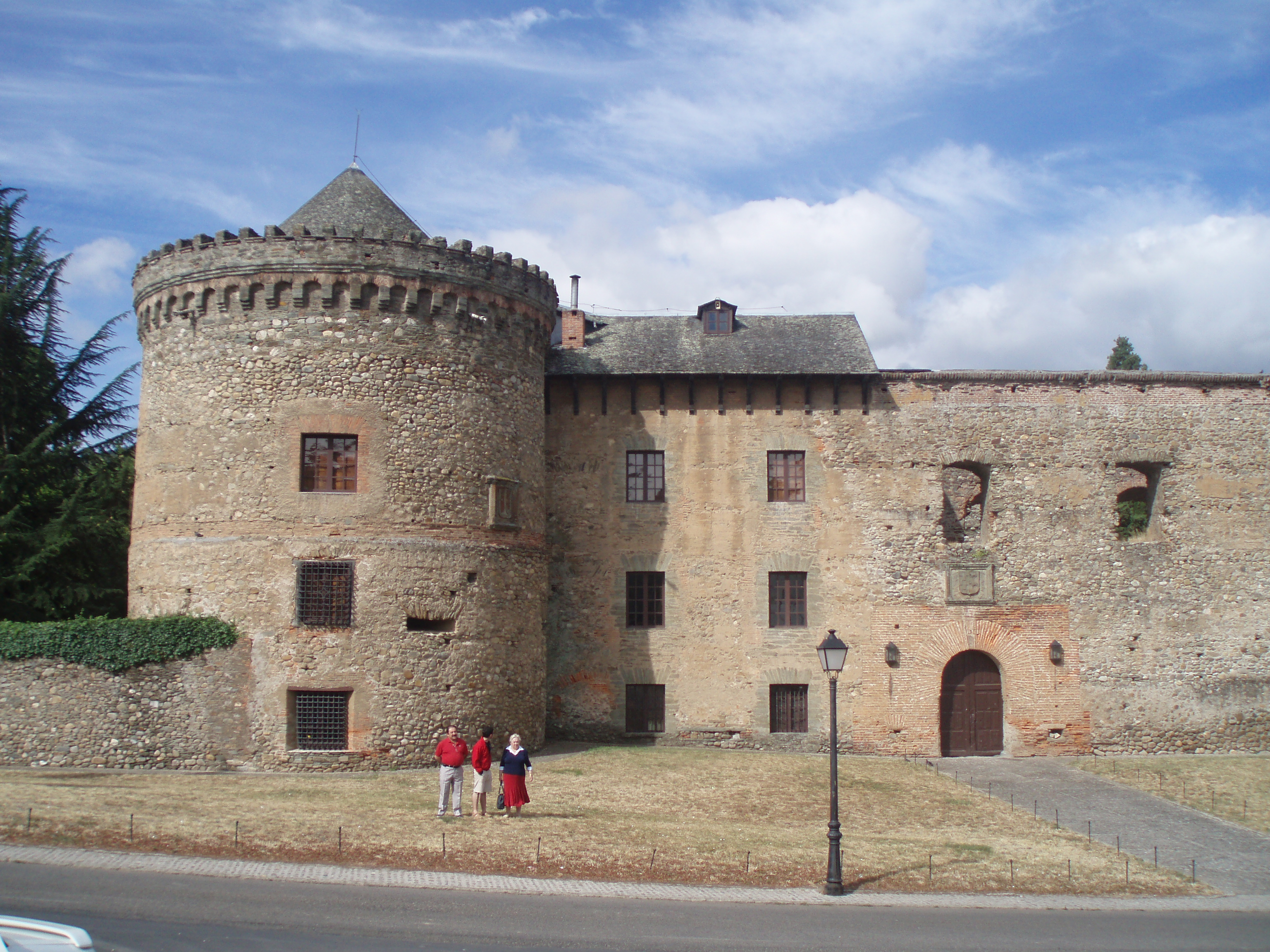
Castillo de Villafranca del Bierzo.
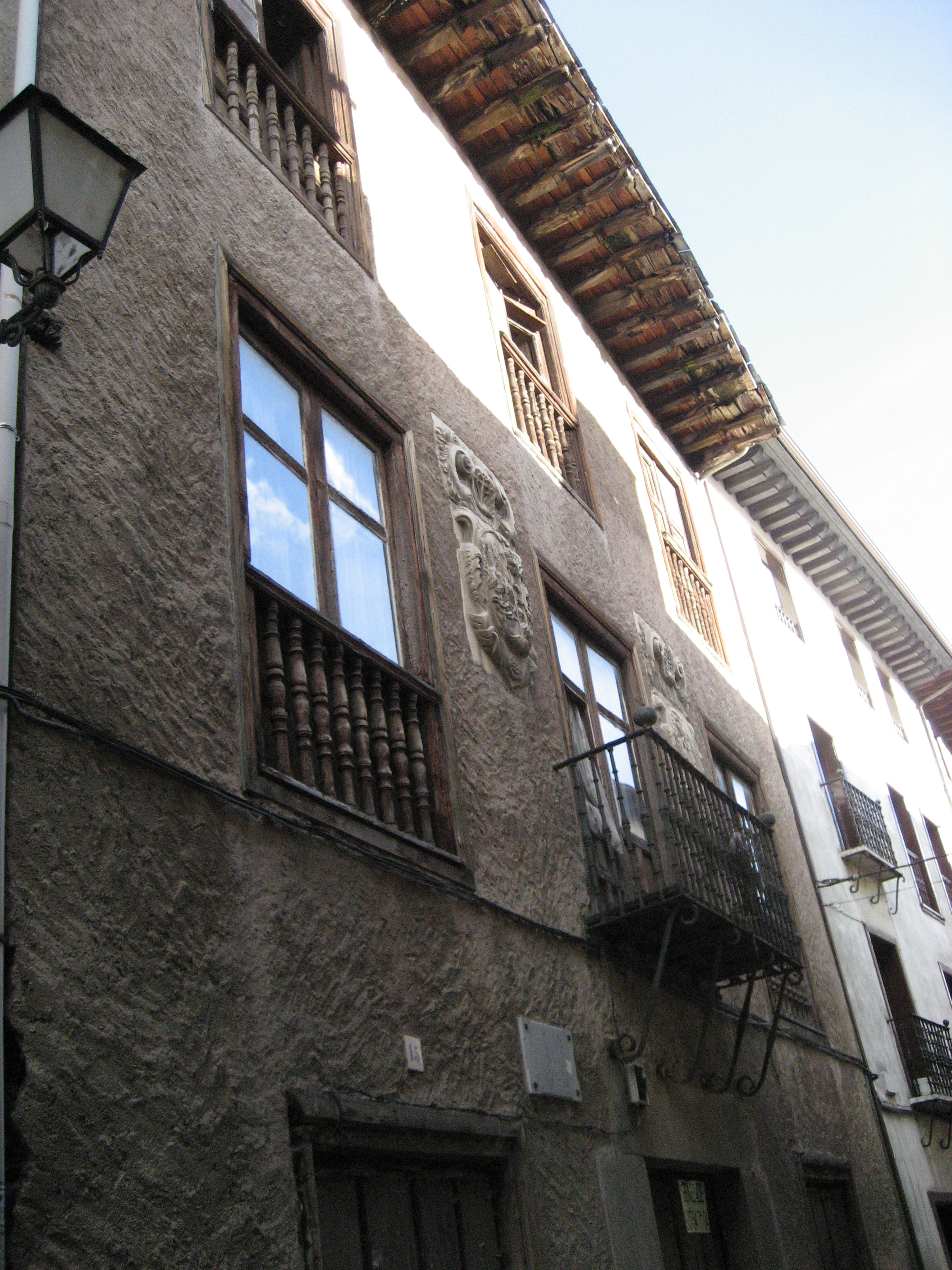
Casa de Gil y Carrasco à Villafranca del Bierzo.

### Jumelage
La ville de Villafranca del Bierzo participe à l'initiative de jumelage promue notamment par l'Union européenne. À ce titre, elle a établi des liens avec la localité suivante :
|                      | Pays      | Localité  |
| Drapeau du Venezuela | Venezuela | El Tocuyo |
| -------------------- | --------- | --------- |